# Vernonia (település)
Vernonia az Amerikai Egyesült Államok északnyugati részén, Oregon állam Columbia megyéjében, az észak-oregoni partszakasztól keletre, a Nehalem-folyó melletti völgyben helyezkedik el. A 2010. évi népszámláláskor 2151 lakosa volt. A város területe 4,3 km², melyből 0,13 km² vízi.
A város a környékbeli fakitermelés központja, valamint a tevékenység Vernonia gazdaságában mindig is nagy szerepet töltött be.

## Történet

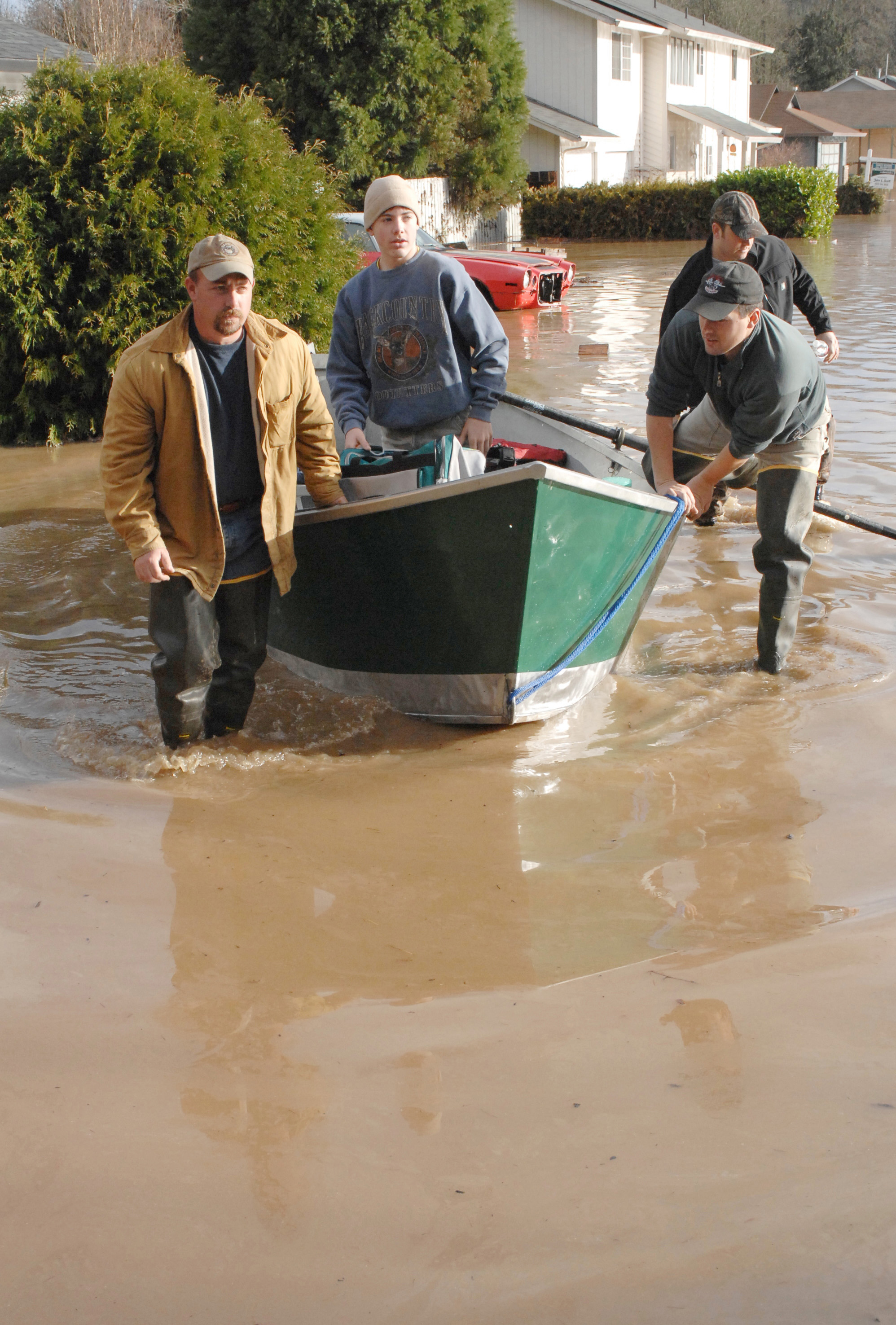
A 2007-es áradás

A terület első lakói az 1874-ben ideérkező Parker és Van Blaricom családok voltak. 1876-ban költözött a közösségbe a két ohioi unokatestvér, Judson Weed és Ozias Cherrington. A várost Cherrington nevezte el: lánya, Vernona nevét javasolta, melyet el is fogadtak, azonban egy adminisztrációs hiba miatt végül Vernoniaként rögzült. Ozias 1894-ben elhunyt; költözése óta nem találkozott lányával.
1924. július 10-én az Oregon-American Lumber Company megnyitotta a legkorszerűbbnek számító fűrésztelepét, és az ehhez kapcsolódó vasútvonalat, ezzel megszűnt Vernonia elszigeteltsége. 1953-ban az Oregon-American Lumber Company beolvadt a Long-Bell Lumber Companybe, ami 1957 novemberében az International Paperrel egyesült. Ez utóbbi szerint a helyi üzem elavult, ezért december 20-án bezárták.
A város számos áradást élt át, köztük az 1996-os Willamette-völgyi áradást; ezután az ártéri épületeket megemelték, a padlóburkoló anyagokat pedig lecserélték, félve egy későbbi árvíztől. 2007-ben a nyugati parti viharok következtében számos ház, autó, út és kommunikációs infrastruktúra semmisült meg. A korábbi óvintézkedések ellenére néhány helyen 1,2 méterrel magasabban tetőzött a víz, mint a 100 év alatt valószínű, kiszámolt vízszint. Az áradásokat követően 2009-ben 13 millió dollárt szavaztak meg egy új, kombinált általános- és középiskola építésére, mely 2012 őszére készült el.

## Éghajlat

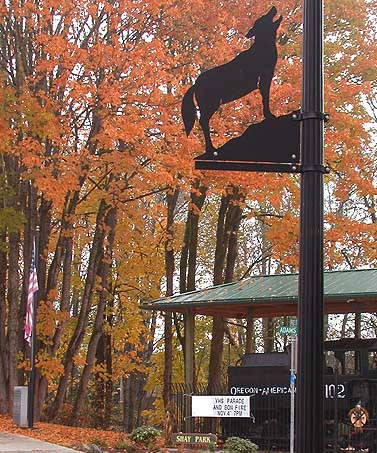
A Rock-patak melletti Shay Parkban kiállított Shay-mozdony

A térség nyarai melegek (de nem forróak) és szárazak; a havi maximum átlaghőmérséklet 22 °C. A Köppen-skála alapján a város éghajlata meleg nyári mediterrán. A legcsapadékosabb a november–január, a legszárazabb pedig a július–augusztus közötti időszak. A legmelegebb hónap augusztus, a leghidegebb pedig december.
| Hónap                                   | Jan.  | Feb.  | Már.  | Ápr. | Máj. | Jún. | Júl. | Aug. | Szep. | Okt.  | Nov.  | Dec.  | Év    |
| --------------------------------------- | ----- | ----- | ----- | ---- | ---- | ---- | ---- | ---- | ----- | ----- | ----- | ----- | ----- |
| Rekord max. hőmérséklet (°C)            | 19,0  | 22,0  | 26,0  | 31,0 | 37,0 | 37,0 | 40,0 | 39,0 | 39,0  | 34,0  | 23,0  | 17,0  | 40,0  |
| Átlagos max. hőmérséklet (°C)           | 6,9   | 9,6   | 11,9  | 14,3 | 18,0 | 20,6 | 24,3 | 24,8 | 22,6  | 16,5  | 10,3  | 6,7   | 15,6  |
| Átlaghőmérséklet (°C)                   | 2,9   | 4,4   | 6,3   | 8,1  | 11,1 | 13,8 | 16,2 | 16,5 | 14,2  | 9,7   | 6,7   | 3,0   | 9,4   |
| Átlagos min. hőmérséklet (°C)           | −1,1  | −0,8  | 0,7   | 1,9  | 4,2  | 6,9  | 8,0  | 8,1  | 5,7   | 2,9   | 1,0   | −0,8  | 3,1   |
| Rekord min. hőmérséklet (°C)            | −19,0 | −21,0 | −11,0 | −6,0 | −4,0 | −1,0 | 1,0  | 0,0  | −5,0  | −12,0 | −17,0 | −24,0 | −24,0 |
| Átl. csapadékmennyiség (mm)             | 190   | 137   | 136   | 92   | 61   | 40   | 14   | 20   | 47    | 95    | 192   | 208   | 1232  |
| Forrás: Western Regional Climate Center |       |       |       |      |      |      |      |      |       |       |       |       |       |

## Népesség

### 2010
A 2010-es népszámláláskor a városnak 2151 lakója, 822 háztartása és 571 családja volt. A népsűrűség 515,8 fő/km2. A lakóegységek száma 962, sűrűségük 230,7 db/km2. A lakosok 94,1%-a fehér, 0,3%-a afroamerikai, 1,3%-a indián, 0,5%-a ázsiai, 0,2%-a a Csendes-óceáni szigetekről származik, 0,8%-a egyéb, 2,8%-a pedig kettő vagy több etnikumú. A spanyol vagy latino származásúak aránya 4,2% (3% mexikói, 0,1% Puerto Ricó-i,  1,1% egyéb spanyol vagy latino származású.)
A háztartások 35,5%-ában élt 18 évnél fiatalabb. 52,6% házas, 11,1% egyedülálló nő, 5,8% egyedülálló férfi, 30,5% pedig nem család. 25,7% egyedül élt; 8,9%-uk 65 éves vagy idősebb. Egy háztartásban átlagosan 2,61 személy élt; a családok átlagmérete 3,09 fő.
A medián életkor 38,2 év volt. A város lakóinak 26,9%-a 18 évesnél fiatalabb, 7,8% 18 és 24 év közötti, 25,3%-uk 25 és 44 év közötti, 29,2%-uk 45 és 64 év közötti, 10,8%-uk pedig 65 éves vagy idősebb. A lakosok 51%-a férfi, 49%-a pedig nő.

### 2000
A 2000-es népszámláláskor  a városnak 2228 lakója, 789 háztartása és 583 családja volt. A népsűrűség 558,6 fő/km2. A lakóegységek száma 880, sűrűségük 220,6 db/km2. A lakosok 95,38%-a fehér, 0,18%-a afroamerikai, 1,39%-a indián, 0,49%-a ázsiai, 0,09%-a a Csendes-óceáni szigetekről származik, 0,54%-a egyéb-, 1,93%-a pedig kettő vagy több etnikumú. A spanyol vagy latino származásúak aránya 2,24% (1,4% mexikói, 0,1% Puerto Ricó-i,  0,7% pedig egyéb spanyol/latino származású.)
A háztartások 41,4%-ában élt 18 évnél fiatalabb. 59,4% házas, 10,4% egyedülálló nő; 26% pedig nem család. 20,9% egyedül élt; 7,4%-uk 65 éves vagy idősebb. Egy háztartásban átlagosan 2,82 személy élt; a családok átlagmérete 3,29 fő.
A város lakóinak 34%-a 18 évesnél fiatalabb, 6,5% 18 és 24 év közötti, 30,8%-uk 25 és 44 év közötti, 18,9%-uk 45 és 64 év közötti, 9,8%-uk pedig 65 éves vagy idősebb. A medián életkor 32 év volt. Minden 100 nőre 99,5 férfi jut; a 18 évnél idősebb nőknél ez az arány 99,3.
A háztartások medián bevétele 41 181 amerikai dollár, ez az érték családoknál $48 563. A férfiak medián keresete $37 447, míg a nőké $24 219. A város egy főre jutó bevétele (PCI) $16 647. A családok 8,6%-a, a teljes népesség 9,7%-a élt létminimum alatt; a 18 év alattiaknál ez a szám 12%, a 65 évnél idősebbeknél pedig 6,4%.

## Közlekedés
A várost közúton a 47-es út köti össze északon a Columbia-folyó alsóbb részével és a 30-as úttal, délen pedig a 26-os autópályával. A várostól délre, a 47-es úttal nagyrészt párhuzamosan, a korábbi vasúti nyomvonalon fut a Banks–Vernonia ösvény. A biciklisek, hegymászók és lovaglók számára kialakított Crown Zellerbach ösvény a vasúti pályából átalakított, már nem használt erdészeti útvonalon fut. Az út több, mint 32 km hosszú, így egészen Scappoose-ig elér.

### Közösségi közlekedés
A város tömegközlekedés tekintetében nagyon korlátozott mértékben van kiszolgálva; a Columbia County Rider autóbuszok kötik össze a helyi gyorsvillamos-megállót a TriMet hillsboroi autóbusz-pályaudvarával. A járat 2009. július 1-jén indult Nehalem Valley Fixed Route Service néven. A járművek hétfőn, szerdán és pénteken közlekednek, naponta kétszer (csúcsidőben, irányonként egyszer).

### Légi közlekedés
A város repülőtere az önkormányzat tulajdonában lévő, az üzleti negyedtől 3,7 km-re nyugatra található Vernoniai városi repülőtér.

## A tömegkultúrában
A város szereplései:
| Szereplés                        | Év   |
| -------------------------------- | ---- |
| A bika tüze                      | 1961 |
| The Vernonia Incident            | 1989 |
| Ujj-függő                        | 2005 |
| Kalózok kincse                   | 2006 |
| Alkonyat                         | 2008 |
| Ax Men (A 2007 decemberi áradás) | 2008 |

## Események
1957 óta minden augusztus első hétvégéjén megrendezik a Friendship Jamboree-t.